# 청주대학교
청주대학교(淸州大學校, Cheongju University)는 충청북도 청주시에 위치한 대한민국의 사립 종합 대학이다. 
청주대학교는 일제강점기의 청주 지역 유지였던 김원근이 동생 김영근과 함께 전재산을 투자하여 1924년 설립한 대성보통학교(학교법인 대성학원)이 청주대학교의 뿌리이다. 군정기인 1947년에 청주상과대학으로 개교하여 지금에 이르고 있다. 학교법인은 청주대성고등학교 등 충청도의 사학재단인 청석학원이다. 단과대학으로 인문사회대학, 공과대학, 보건대학, 상과(비즈니스)대학, 예술대학, 군사학과와 직할학부 등 7개의 단과대학과 51개의 전공을 비롯해 전문대학원을 포함한 4개의 대학원을 가진 종합대학이다. 육군과 공군 학군단(ROTC)을 운영 중이며, 그 외로 항공학부의 시설인 항공교육원은 청주국제공항 부근의 부설 교육원과 무안공항 부근의 부설 교육원 총 2곳을 운영 중이다. 
영문 약칭으로 CJU를 사용하며, 국문 약칭으로 청주대(淸州大) 혹은 청대(淸大)를 사용하고 있다.

## 연혁

### 1920~70년대
- 1924년 4월 12일: 학교법인 대성학원 설립 인가
- 1946년 11월 18일: 청주상과대학 설립인가
- 1947년 6월 6일: 청주상과대학 개교 (수동 390번지)
- 1951년 7월 17일: 청주대학으로 교명 변경
- 1957년 6월 6일: 신축교사 준공식
- 1957년 10월 27일: 내덕동 캠퍼스로 이전(청주시 내덕동 36번지)
- 1964년 3월 12일: 123 학도군사훈련단 창단
- 1974년 5월 5일: 청석관 준공
- 1976년 5월 5일: 인문대학 준공
- 1977년 6월 7일: 박물관(청정관) 1층 준공
- 1977년 12월 25일: 박물관 2층 준공
- 1978년 7월: 체육관 증축 준공
- 1978년 12월 22일: 이공대 준공
- 1979년 12월 15일: 사범관(현 사회과학대․사범대 건물) 준공

### 1980~90년대
- 1980년 10월 2일: 종합대학교로 승격
- 1981년 6월 5일: 경상대학 강의동 준공
- 1982년 3월 20일: 교수연구회관(현 연구동) 준공
- 1984년 6월 4일: 중앙도서관 신축개관, 상징탑 제막
- 1986년 5월 27일: 학군단 건물 준공
- 1986년 9월 2일: 종합강의동 준공
- 1986년 11월 11일: 청석기념관(설립자기념관) 개관
- 1989년 10월 23일: 예술대학 준공
- 1990년 7월 31일: 음악관 준공
- 1991년 4월 11일: 학교법인 명칭을 대성학원에서 청석학원으로 변경
- 1991년 4월 29일: 예지관 준공
- 1992년 12월 23일: 이공대 별관 증축
- 1994년 5월 3일: 인문대학 증축
- 1994년 9월 14일: 학생회관 준공

### 2000년대
- 2000년 11월 2일: 종합운동장 준공
- 2001년 2월 9일: 대천수련원 준공
- 2003년 9월 4일: 새천년종합정보관 준공
- 2004년 4월 29일: 우암마을(신기숙사) 개관
- 2004년 12월 22일: 제3강의동 리모델링 공사
- 2005년 3월 8일: 박물관 리모델링 공사
- 2006년 11월 13일: 사회과학ㆍ사범대학 준공
- 2007년 12월 21일: 예술대학 신관 준공
- 2007년 12월 28일: 인문대학 리모델링 공사
- 2008년 3월 5일: 공예관 준공
- 2008년 12월 5일: 대학원·법과대학 리모델링 공사
- 2009년 2월 9일: 학생군사교육단 건물 리모델링 공사
- 2009년 11월 26일: 미래창조관 신축

### 2010년대
- 2015년 : 오송 바이오캠퍼스 설립인가[2]
- 2016년 : 환경부 주관 ‘2016 그린캠퍼스’ 선정[3]
- 2017년 : 중앙도서관 리모델링 재개관[4]
- 2017년 : 교육부 교육국제화역량 인증대학 선정[5]
- 2018년 : 교육부 대학기본역량진단 결과 자율개선대학 선정[6]
- 2021년 : 지방교육재정연구원 신설
- 2021년 : 대학기본역량진단 일반재정지원대학선정(교육부)
- 2021년 : 석우재활서비스센터 신설
- 2021년 : 교육과정인증센터 신설
- 2022년 : 인권센터 신설
- 2022년 : 항공기술교육원 신설
- 2022년 : 산업단지캠퍼스 설립 인가(청주대학교 음성캠퍼스)
- 2023년 : 지방대학활성화사업단 신설
- 2023년 : 제14대 총장 김윤배 박사 취임
- 2023년 : 공군장교학군단 운영대학 선발
- 2024년: 교육부 첨단산업 부트캠프 사업 선정(국비 150억 원 확보)
- 2024년: 대학혁신지원사업 성과평가 A등급 획득(교육부 국비 86억 원 확보)
- 2024년: 충북국제개발협력센터 2차 사업 최종 선정(국비 12억 원 지원)

청주대학교 석우문화체육관

### 제1캠퍼스
- 인문사회대학

- 신문방송학과

- 광고홍보학과
- 법학과

- 지적학과
- 사회복지학과

- 경찰행정학과

- 문헌정보학과
- 영어영문학과
- 비즈니스대학

- 경영학과
- 회계학과
- 경제통상학과
- 무역학과
- 관광경영학과
- 호텔경영학과
- 보건대학

청주대 2 예술대학 풍경

- 간호학과
- 치위생학과
- 방사선학과
- 물리치료학과
- 작업치료학과
- 스포츠재활학과
- 의료경영학과
- 제약공학과
- 바이오의학과
- 동물복지의학과
- 사범대학
- 수학교육과
- 국어교육과
- 공과대학
- 화학과
- 에너지공학과
- 컴퓨터공학과
- 환경공학과
- 토목공학과
- 반도체학과
- 건축학과
- 보안학과
- 조경학과
- 전자공학과
- 전기제어공학과청주대 2 예술대학 풍경

제 2 캠퍼스
- 예술대학
- 영화학과
- 연극학과
- 산업디자인학과
- 만화애니메이션학과
- 시각디자인학과
- 디지털미디어디자인학과
- 패션디자인학과
- 체육학과
- 공예학과
- 자율전공학부

- 군사대학
- 군사학과

- 항공대학
- 항공서비스학과
- 항공운항학과
- 무인항공기학
- 항공기계공학과

## 캠퍼스 풍경
- 제1캠퍼스

| 최초준공 | 건물번호 | 건물명(舊.명칭)                         | 현재상태(규모)                               | 입주부서(시설)                                       | 기타                              |
| -------- | -------- | --------------------------------------- | -------------------------------------------- | ---------------------------------------------------- | --------------------------------- |
| 1957년   | 01       | 청석교육역사관(舊.제1강의동)            | 리모델링(B1-3F, 1개동)                       | 설립자기념관                                         | 문화재 지정                       |
| 1974년   | 05       | 청석관                                  | (B1-3F, 1개동)                               | 대학본부                                             |                                   |
| 1976년   | 06       | 융합관(舊.인문관)                       | 리모델링(2007)(B1-5F, 1개동)                 | 인문대학 전체 학과                                   |                                   |
| 1977년   | 04       | 박물관                                  | 리모델링(2005)(B1-2F, 1개동)                 | 전시장                                               |                                   |
| 1988년   | 07       | 공과대학(舊.이공대학)(구관)             | (B1-5F, 1개동)                               | 이공대학 일부 학과                                   |                                   |
| 1980년   | 08       | 보건의료과학대학 (舊.대학원·보건의료관) | 리모델링(2008)(B1-5F, 1개동)                 | 대학원 전체 학과, 보건의료대학 전체 학과, 청암홀(B1) |                                   |
| 1997년   | 09       | 비즈니스대학(舊.경상관)                 | 리모델링(2010)(A동(B1-5F), B동(B1-4F) 2개동) | 경상대학 전체 학과                                   |                                   |
| 2010년   | 10       | 교수연구동                              | 옛 건물을 철거 후 신축.(B1~5F)               | 교수연구실                                           |                                   |
| 1982년   | 11       | 중앙도서관                              | 증축(2017)(B1-6F, 1개동)                     | 도서관                                               | 준공당시 아시아도서관 중 최대규모 |
| 2009년   | 12       | 학군단                                  | 옛 건물을 철거 후 신축.(B1-3F, 1개동)        | 청주대137학군단                                      |                                   |
| 1986년   | 13       | 종합강의동(舊.종합강의관)               | (B1-6F, 1개동)                               | 강의전용시설, 대강당, 청주방사능측정소, 학술연구소   |                                   |
| 1992년   | 14       | 공과대학(舊.이공대학)(신관)             | (B1-5F, 1개동)                               | 이공대학 일부 학과                                   |                                   |
| 2000년   | 38       | 대학문화관                              | (대학동(B1-5F), 문화동(B1-3F) 2개동)         | 학생회관, 문화극장, 후생복지시설                     |                                   |
| 1993년   | 39       | 충의관 (舊.동아리동)                    | 리모델링(2011)(B1-2F, 1개동)                 | 군사학부                                             |                                   |
| 2000년   | 40       | 종합운동장                              |                                              | 육상트랙(국제규격) 외)                               |                                   |
| 2001년   | 41       | 종합운동장부속시설                      |                                              | 화장실,샤워장 외                                     |                                   |
| 2003년   | 42       | 새천년종합정보관                        | (B1-5F, 1개동)                               | 어학강의시설, 인터넷플라자                           |                                   |
| 2006년   | 20       | 인문사회·사범대학(舊.사회과학·사범관)   | (B1-6F, 1개동)                               | 사회과학대학, 사범대학                               | 1,4,6층에 출입문이 있음.          |
| 2009년   | 50       | 미래창조관                              | (B1-5F, 1개동)                               | 산학협력시설                                         |                                   |
| 1958년   | 02       | 대학원                                  | (B1-2F, 1개동)                               | 예술대학 체육학과                                    |                                   |
| 1958년   | 03       | 입학취업지원관                          | 리모델링(2004)(2F, 1개동)                    | 산학협력시설                                         |                                   |
| 1995년   | 93       | 진원관(기숙사)                          | 리모델링(2012)(B1-6F, 1개동)                 | 기숙사(원룸형)                                       |                                   |

- 제2캠퍼스

| 최초준공 | 건물번호 | 건물명(舊.명칭)            | 현재상태(규모)                    | 입주부서(시설)               | 기타 |
| -------- | -------- | -------------------------- | --------------------------------- | ---------------------------- | ---- |
| 1989년   | 26       | 예술대학(구관)             | (B1-3F, 1개동)                    | 예술대학 일부 학과           |      |
| 1989년   | 35       | 음악관                     | (B1-3F, 1개동)                    | 예술대학 음악학과, 콘서트홀  |      |
| 1991년   | 36       | 예지관(기숙사)             | 리모델링(2013)(B1-5F, 1개동)      | 기숙사(2인실)                |      |
| 2004년   | 43       | 우암마을(기숙사)           | (1~4동(B1-11F)/5동(B1-5F), 5개동) | 기숙사(1,2인실)              |      |
| 2007년   | 31       | 예술대학(신관)             | (B1-5F, 1개동)                    | 예술대학 일부학과            |      |
| 2008년   | 48       | 국제학사                   | (B1-10F, 1개동                    | 기숙사(4인실)                |      |
| 2008년   | 47       | 국제교육센터               | (B1-5F, 1개동)                    | 한국어교육센터, 평생교육원   |      |
| 2008년   | 49       | 외국인교수아파트           | (B1-10F, 1개동)                   | 외국인교수숙소               |      |
| 1998년   |          | 우송로                     | (도로)                            | 제1캠퍼스~제2캠퍼스 연결도로 |      |
| 1991년   | 37       | 기숙사식당 (舊.평생교육원) | 리모델링(2009)(B1-2F, 1개동)      | 식당                         |      |

- 제3캠퍼스, 기타(캠퍼스 외 시설)

| 최초준공 | 건물번호 | 건물명(舊.명칭) | 현재상태(규모)   | 입주부서(시설)          | 기타                                                          |
| -------- | -------- | --------------- | ---------------- | ----------------------- | ------------------------------------------------------------- |
| 2015년   |          | 바이오캠퍼스    | 오송산학융합지구 | 이공대 바이오메디컬학과 |                                                               |
| 2001년   |          | 대천수련원      | (B1-3F, 1개동)   | 학생,교수수련시설       | 충남 보령시 대천해수욕장 앞 (충청남도 보령시 해수욕장10길 36) |

## 재단 부설 시설 및 학교
- 청석고등학교: 대한민국 충청북도 청주시 상당구 용암동에 있는 사립 고등학교이다.
- 대성여자상업고등학교: 대한민국 충청북도 청주시 상당구 수동에 있는 사립 고등학교이다.
- 대성고등학교: 대한민국 충청북도 청주시에 위치한 고등학교이다.
- 대성중학교 (충북): 대한민국 충청북도 청주시에 위치한 중학교이다.
- 대성여자중학교 (충북):  대한민국 충청북도 청주시에 위치한 여자 중학교이다.
- 육군학군단(ROTC)
- 공군학군단(ROTC)
- 청주대학교 부설 청주비행교육원: 충청북도 청주시 내수읍 입동리 오창대로980 청주국제공항 내
- 청주대학교 부성 무안비행교육원: 전남 무안군 망운면 공항로 970-260

## 역대 총장
- 1981년 제1대 정치학박사 김명회 총장 취임
- 1987년 제2대 행정학박사 이종익 총장 취임
- 1989년 제3대 경제학박사 김준철 총장 취임 (설립자 2세)
- 1994년 제4대 법학박사 정용태 총장 취임
- 1997년 제5대 경제학박사 이광택 총장 취임
- 2001년 제6대 정치학박사 김윤배 총장 취임 (설립자 3세)
- 2005년 제7대 정치학박사 김윤배 총장 취임 (설립자 3세, 재선)
- 2009년 제8대 정치학박사 김윤배 총장 취임 (설립자 3세, 3선)
- 2013년 제9대 정치학박사 김윤배 총장 취임 (설립자 3세, 4선)
- 2014년 제10대 경제학박사 황신모 총장 취임
- 2015년 제11대 이학박사 김병기 총장 취임
- 2016년 제12대 교육학박사 정성봉 총장 취임
- 2019년 제13대 공학박사 차천수 총장 취임
- 2023년 제14대 정치학박사 김윤배 총장 취임 (설립자 3세, 5선)

## 주요 동문

### 법조계
- 고돈식 (법학과): 법률인, 종교인
- 김동수: 법조인
- 피우진 (사범대학): 국가보훈처장
- 이후삼 (법학과): 국회의원
- 이훈기 (생명공학과): 국회의원
- 권희필 (경제학과): 제11대, 12대 제천시장
- 육미선 (인문대학): 충청북도 의원
- 조병옥 (사범대학): 음성군수
- 하유정 (정치인)

### 체육계
- 김재원 (1998년생 펜싱 선수)
- 정재윤 (축구 선수)
- 이제승 (1991년)
- 이제규
- 이진혁 (축구 선수)
- 이지원 (축구 선수)
- 조윤성 (축구 선수)
- 정선구 (축구 선수)
- 윤성한 (축구 선수)
- 박석호 (축구인)
- 송준석 (축구 선수)
- 허영호 (산악인)

### 예술업계
- 지영산 (연극영화학과) 95학번 : 배우 . m.net VJ
- 김정민 (영화학과) 94학번 : 영화배우감독제작과 각본가와 프로듀서이다.
- 권민중 (무용학과) 94학번 : 배우 . 미스코리아 충북 진
- 김단비 (연극영화학과) 94학번 : 배우 . 미스코리아 인천 미, SBS 6기 공채 탤런트
- 이주나 (연극영화학과) 92학번 : 배우 . SBS 1기 공채 탤런트
- 주우 (연극영화학과) 91학번 : 배우 .
- 조현숙 (연극영화학과) 90학번 : 배우
- 오협 (연극영화학과) 92학번 : 배우 . MBC 30기 공채 탤런트
- 염준영 (연극영화학과) 95학번 : 배우
- 김형범 (연극영화학과) 93학번 : 배우 . SBS 9기 공채 탤런트
- 차승민 (연극영화학과) 98학번 : 배우 . SBS 9기 공채 탤런트
- 김대희 (연극영화학과) 93학번 : 개그맨 . KBS 14기 공채 개그맨
- 이혜상 (연극영화학과) 91학번 : 배우 . SBS 4기 공채 탤런트
- 김영철 (연극영화학과) 85학번 : 촬영감독, 교수
- 송일국 (연극영화학과) 93학번 : 배우
- 박윤경 (연극영화학과) 89학번 : 가수
- 김도형 (무용학과) 89학번 : 뮤지컬배우, 가수, 연출가
- 강석정 (공연영상학과) 98학번 : 배우
- 정하완 (연극영화학과) 84학번 : 배우
- 라재웅 (연극영화학과) 85학번 : 배우
- 황미선 (연극영화학과) 86학번 : 배우
- 김영호 (산업공학과) 85학번 : 배우
- 이동준 (체육학과) 77학번 : 배우
- 이순원 (연극영화학과) 02학번 : 배우
- 이도경 (연극영화학과) 01학번 : 배우
- 이태영 (행정학과) 02학번 : 개그우먼
- 영탁 (언론정보학과) 02학번 : 가수
- 허민 (환경학과) 05학번 : 개그우먼
- 진영 (연극영화학과) 10학번 : 배우, 가수, 음악프로듀서
- 변우석 (연극영화학과) 10학번 : 배우
- 김지은 (연극영화학과) 12학번 : 배우
- 안도규 (연극영화학과) 20학번 : 배우

## 주요 학생단체
- 총학생회
- 단과대학별 학생회
- 홍보대사 청온

### 언론단체
- CJB
- 청대신문사
- 청대타임즈

## 신문
- 대학신문: 『청대신문(淸大新聞)』- 1954년에 창간되어 10일에 한 번씩 발간
- 영자신문: 『청대타임즈(Chong Dae Times)』- 1978년에 창간되어 월간으로 발간

## 같이 보기
- 청주교육대학교
- 대한민국의 교육